# Hänischbrücke

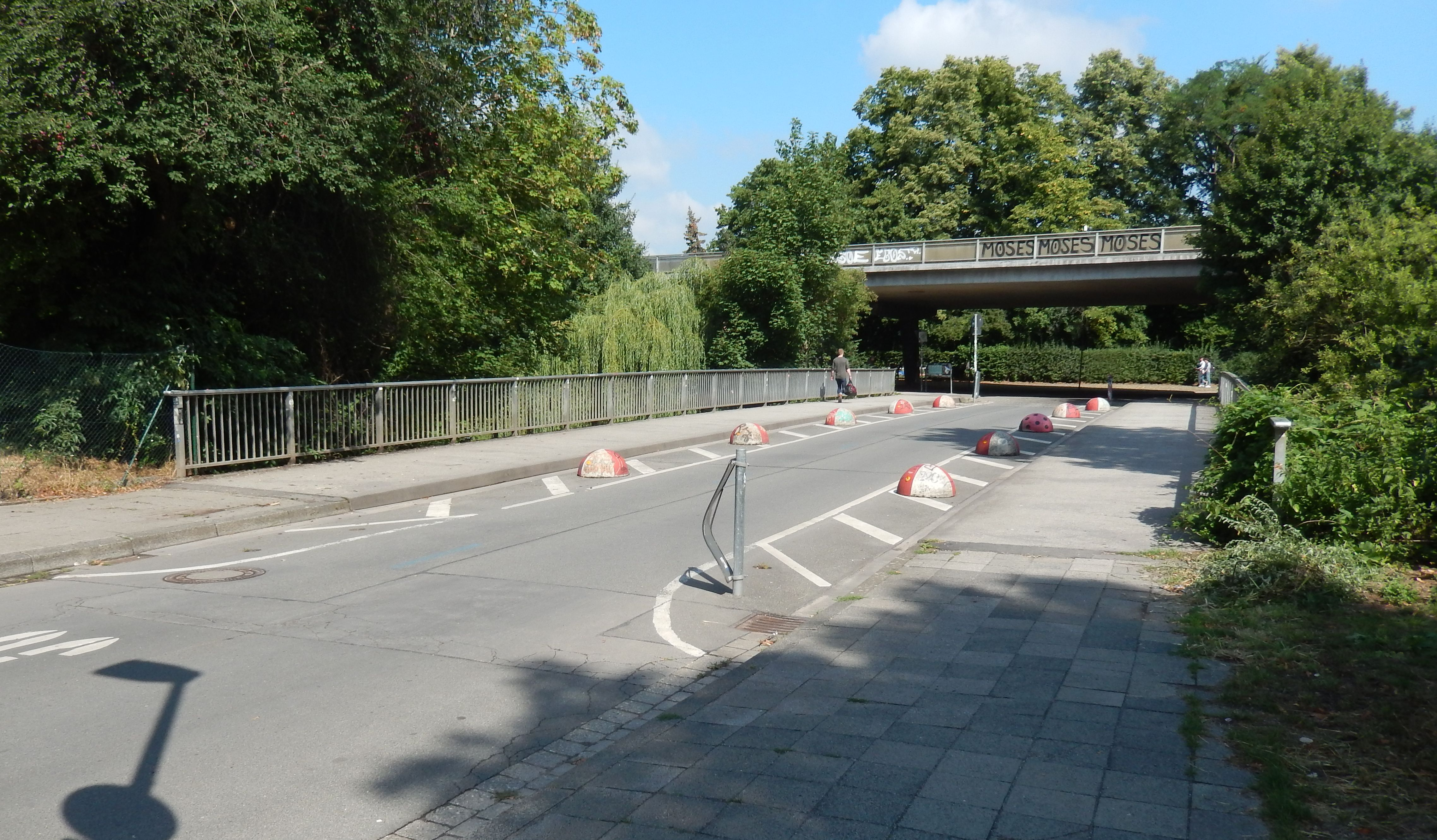
Hänischbrücke (im Vordergrund, mit Pollern zur Begrenzung der Belastung), Juli 2018

Die Hänischbrücke in Hannover ist eine Brücke über die Leine in Höhe des Straßenbahn-Depots der Stadtbahn an der Glocksee in der Calenberger Neustadt sowie in Verlängerung der Straße Lodyweg in der Nordstadt von Hannover.

## Geschichte
Eine erste Brücke an Stelle der heutigen Hänischbrücke wurde bereits zur Zeit des Deutschen Kaiserreichs und mitten im Ersten Weltkrieg um 1916 errichtet: Die Konstruktion diente der Straßenbahn von der Glocksee als Überquerung zum Leinehafen, da dieser keinen eigenen Eisenbahn-Anschluss besaß. Stattdessen wurden vor allem Kohle und Formsand für die Hanomag von den Schiffen auf die Straßenbahn umgeschlagen, die dann die Leine vollbeladen über die Holzbrücke querte.
Zur Namensgebung der heutigen Hänischbrücke findet sich in Helmut Zimmermanns Standardwerk Die Straßennamen der Landeshauptstadt Hannover kein eigenständiger Eintrag. Aus dem Jahr 1932 hat sich im Zusammenhang mit dem Bau des Mittellandkanals jedoch ein Glasplatten-Negativ beim Niedersächsischen Landesarchiv (Standort Hannover) mit der Nennung der Brücke erhalten mit dem Titel Bau des Mittellandkanals: Schaummassen im Leinearm (Hänischbrücke), Hannover-Calenberger Neustadt
Zur Zeit des Nationalsozialismus wurde um 1935 die spätere Lodystraße von der Jägerstraße bis zur Straße Am Moritzwinkel angelegt und weiter bis an die Hänischbrücke herangeführt.
Während der Luftangriffe auf Hannover im Zweiten Weltkrieg wurde die Hänischbrücke stark durch Fliegerbomben beschädigt. Doch schon in der Nachkriegszeit kurz nach Beginn der Britischen Militärregierung ab dem 8. August 1945 und bis in das Jahr 1953 hinein haben sich im Stadtarchiv Hannover Konstruktionszeichnungen und Schriftverkehr im Zusammenhang mit der Instandsetzung der Brücke erhalten.

## Archivalien
An Archivalien zur Hänischbrücke finden sich beispielsweise
- SW-Glasnegativ mit dem Titel Bau des Mittellandkanals: Schaummassen im Leinearm (Hänischbrücke), Hannover-Calenberger Neustadt im Niedersächsischen Landesarchiv (Standort Hannover). Die Original-Glasplattennegative lagern jedoch in der Klimakammer in Bückeburg. Archivsignatur NLA HA BigS Nr. 11917 (alte Archivsignatur: Hann. 196 Hannover Acc. 159/82 Nr. 553).[3]
- Aktenmaterial im Stadtarchiv Hannover unter dem Titel Schriftverkehr über die Instandsetzungsarbeiten an der durch Bomben stark beschädigten Hänischbrücke, in dem sich auch Konstruktionszeichnungen der Brücke finden; Archivsignatur StadtA H 1.NR.6.07 Nr. 127, Organisations- und Aktenzeichen 66-30 17[4]